# Austroscolia soror
Austroscolia soror es un insecto común que se encuentra en Australia. Puede crecer hasta 3 cm de largo. Las alas son de color negro con un brillo azul atractivo. Las venas de las alas no llegan al extremo de las alas y las antenas son muy gruesas. Los adultos se alimentan de néctar. La hembra pone sus huevos en  larvas de escarabajos, se mantienen en zonas donde hay mucha agua y donde hay composta.
Los nombres comunes en inglés son hairy flower wasp, blue flower wasp, black flower wasp o blue hairy flower wasp.